# Gaston Péloquin
Pour l’article homonyme, voir Péloquin.
Gaston Péloquin B.Ed. (11 décembre 1939-1er septembre 1994) fut un enseignant et homme politique fédéral du Québec.

## Biographie
Né à Granby en Montérégie, il devint député du Bloc québécois dans la circonscription fédérale de Brome—Missisquoi en 1993. Il mourut en fonction en 1994.